# Pridevniški zaimek
Pridevniški zaimek je zaimenska beseda, ki zaznamuje svojino, vrsto, lastnost/kakovost ali količino in zamenjuje pridevnik. V spolu, sklonu in številu se ravnajo po samostalniku, na katerega se nanašajo.

## Vrste pridevniških zaimkov
Ločimo naslednje vrste pridevniških zaimkov:
- svojilni (moj, tvoj, najin, njihov ...)
- povratni svojilni (svoj)
- kazalni: (ta, tisti, oni, tak, tolikšen, tistile, le-ta ...)

Slovenščina sodi (podobno kot npr. latinščina) med jezike, ki imajo tri vrstne kazalne zaimke, med katerimi oblika ta kaže na bližnji, tisti na bolj oddaljeni in oni na najbolj oddaljeni predmet (stvar, razmere itn.); oddaljenost se nanaša na  prostor, čas oziroma predstavo v zavesti. Pri neposredno kazalnih zaimkih se uporablja členek le, ki v celi sklanjatvi ostane nespremenjen (npr. tale, temule ...). Če je členek na začetku zaimka, pišemo vezaj za členkom le: le-ta, le-oni.
- vprašalni (kateri, kakšen, čigav ...)
- oziralni (kateri, čigar, kolikor ...)[5]
- nedoločni (nekakšen, marsikateri ...)
- popolni (vsak, ves, oba ...)
- poljubnostni (kak(šen), koliko ...)
- mnogostni (marsikateri, precej, mnogo ...)
- oziralni poljubnostni (kakršenkoli, čigarkoli ...)
- nikalni (nikakršen, nič ...)
- drugostni (drugačen, drug ...)
- istostni (enak, isti ...)